# البرج الأيقوني
البرج الايقوني هو برج قيد الإنشاء يقع في حي المال والأعمال بالعاصمة الإدارية في القاهرة، مصر تنفذه شركة CSCEC الصينية، يبلغ ارتفاع البرج 385 مترًا وسيصبح أطول برج في مصر وقارة أفريقيا. بدأ صب خرسانة البرج في شهر فبراير 2019. وبعدها أخذ البرج في الارتفاع بسرعة ملحوظة حتي تم الانتهاء من صب الهيكل الخرساني للبرج في شهر يونيو من العام 2021 (بحسب الشركة الصينية المنفذة) واستعانت الشركة الصينية بالعديد من المهندسين والعمال المصريين في تنفيذ المشروع.
سيضم البرج فندق وشقق سكنية ومكاتب إدارية كذلك سوق تجاري، سوق للذهب، سوق للالكترونيات، مجمع سينما ومسرح، حلبة تزلج على الجليد ومهبط مروحيات.